# Station Hanazono
Station Hanazono  (花園駅,  Hanazono-eki) is een spoorwegstation in de wijk Ukyō-ku in de Japanse stad  Kyoto. Het wordt aangedaan door de Sagano-lijn. Het station heeft twee sporen, gelegen aan een enkel eilandperron.

## Treindienst

### JR West
| 1 | ■ Sagano-lijn | richting Nijō, Kioto       |
| 2 | ■ Sagano-lijn | richting Kameoka en Sonobe |

## Geschiedenis
Het station werd in 1898 geopend. In 1996 werd het spoor verhoogd tot boven het maaiveld.

## Overig openbaar vervoer
Bussen 91 en 93
Kioto · Tambaguchi · Nijō · Emmachi · Hanazono · Uzumasa · Saga-Arashiyama · Hozukyō · Umahori · Kameoka · Namikawa · Chiyokawa · Yagi · Yoshitomi · Sonobe (>>San'in-lijn)